# Виноградное (Винницкая область)
Виноградное (укр. Виноградне) — село на Украине, находится в Мурованокуриловецком районе Винницкой области.
Код КОАТУУ — 0522880802. Население по переписи 2001 года составляет 654 человека. Почтовый индекс — 23421. Телефонный код — 4356.
Занимает площадь 5,496 км².

## Религия
В селе действует Свято-Димитриевский храм Мурованокуриловецкого благочиния Могилёв-Подольской епархии Украинской православной церкви.

## Адрес местного совета
23420, Винницкая область, Мурованокуриловецкий р-н, с. Вербовец, ул. Гагарина, 9